# آلفين هاميلتون
آلفين هاميلتون هو سياسي كندي، ولد في 30 مارس 1912 في كينورا في كندا، وتوفي في 29 يونيو 2004 في كندا. حزبياً، نشط في الحزب الكندي التقدمي المحافظ. وقد انتخب عضو مجلس العموم الكندي.